# Casa di Sant'Egidio Maria da Taranto
La casa di Sant'Egidio Maria da Taranto, edificio ove nacque il 16 novembre 1729 Francesco Antonio Domenico Pasquale Pontillo, salito alla gloria degli altari col nome da religioso francescano alcantarino Egidio Maria di San Giuseppe, era l'abitazione della Famiglia Pontillo e si trova presso il Pendio La Riccia.
La casa è un esempio di edilizia storica con preesistenze magno-greche. In questo piccolo seminterrato vivevano Cataldo Pontillo (il padre), Maria Grazia Porcaccio (la madre) e quattro figli, fra cui Sant'Egidio.
La casa fu riscattata dal comune di Taranto nel 1959 e donata ai Frati Minori del convento di San Pasquale, che la trasformarono in luogo di preghiera nel 1960, anno in cui ci fu una grande cerimonia inaugurale alla presenza del ministro generale dei Frati Minori padre Agostino Sepinski.
Sulla facciata è possibile vedere la riproduzione della lapide del 1919 che ricorda la nascita del santo (l'originale si trova all'interno della casa).